# Artemio Cruz död
Artemio Cruz död (La muerte de Artemio Cruz) är en roman av den mexikanske författaren Carlos Fuentes utgiven 1962.

## Handling
Romanen skildrar de sista tolv timmarna av den före detta revolutionsgeneralen Artemio Cruz liv. Han är född på en kaffeplantage nära Atlantkusten, uppfostrad av sin farbror och bekämpar som officer under mexikanska revolutionen regeringstrupperna. Under denna tid upplever han en kärlekshistoria med en ung kvinna som till slut blir hängd av fienden. Han blir själv tillfångatagen, undkommer arkebusering genom att ange två av sina kamrater och gifter sig med en förmögen kvinna, syster till en av de angivna. Senare tillskansar han sig genom tvivelaktiga affärer stora jordegendomar och blir förmögen. Som en spegling av sin egen ungdom ser han sin son engagera sig i spanska inbördeskriget och stupa där. Artemios äktenskap blir efterhand olyckligt och hans enda tröst i livet blir ära, rikedom och vällust.

## Berättarstil, influenser och teman
Händelserna i romanen skildras i en okronologisk ordning och slutar med Artemios födelse. Varje kapitel är daterat till ett bestämt år och datum som vart och ett gestaltar en valsituation i Artemio Cruz liv, vilket resulterat i någon form av svek. Fuentes använder tre olika berättargrepp i romanen, ett är den traditionella tredjepersonsberättelsen i förfluten tid, framförd av författaren själv, ett är en jagberättelse i nutid, där Artemio talar och ett är en duberättelse i futurum med rösten från det undermedvetna. Berättarstilen är inspirerad av James Joyce, D.H. Lawrence och William Faulkner. Romanen har likheter med Faulkners Medan jag låg och dog och idén med att gå tillbaka genom tiden återfinns tidigare hos kubanen Alejo Carpentier.
Idéerna och motiven är inspirerade av Octavio Paz kulturfilosofiska verk El laberinto de la soledad (Ensamhetens labyrint) och skildringen av valsituationerna anknyter till existentialismen. Huvudpersonen Artemio Cruz är en gestalt som är avsedd att förkroppsliga den mexikanska revolutionen och dess urartning, nationens sociala och ekonomiska utveckling i kapitalistisk riktning. Han framställs på ett omväxlande sätt med både positiva och negativa drag. ”Min avsikt var att visa att något sådant som svart och vitt inte existerar” har Fuentes förklarat, ”Artemio Cruz är samtidigt bokens hjälte och antihjälte.”